# Skokanský mítink v Chotěbuzi
Skokanský mítink v Chotěbuzi je mezinárodní halový atletický mítink, který se koná každoročně od roku 2003 v německé Chotěbuzi. Na mítinku se konají dvě disciplíny, skok o tyči mužů a skok do výšky žen. Hned na prvním ročníku se umístily na stupních vítězů Češky Iva Straková a Zuzana Hlavoňová. V roce 2006 a 2008 obsadila třetí místo Barbora Laláková.
Rekordy mítinku drží v tyči Němec Björn Otto (590 cm) a ve výšce Ruska Irina Gordějevová (201 cm). 

## Vítězové 2003 - 2014

### Skok o tyči (Muži)
| Ročník | Rok  | 1. místo               | Výkon  | 2. místo               | Výkon  | 3. místo          | Výkon  |
| ------ | ---- | ---------------------- | ------ | ---------------------- | ------ | ----------------- | ------ |
| 1.     | 2003 | Björn Otto             | 5,70 m | Rens Blom              | 5,60 m | Michael Stolle    | 5,60 m |
| 2.     | 2004 | Björn Otto             | 5,70 m | Tye Harvey             | 5,40 m | Spas Buchalov     | 5,40 m |
| 3.     | 2005 | Denis Jurčenko         | 5,80 m | Ruslan Jerjomenko      | 5,75 m | Björn Otto        | 5,70 m |
| 4.     | 2006 | Tim Lobinger           | 5,80 m | Ruslan Jerjomenko      | 5,70 m | Björn Otto        | 5,70 m |
| 5.     | 2007 | Danny Ecker            | 5,82 m | Björn Otto             | 5,82 m | Rens Blom         | 5,50 m |
| 6.     | 2008 | Jeff Hartwig           | 5,65 m | Alexander Straub       | 5,65 m | Danny Ecker       | 5,60 m |
| 7.     | 2009 | Steven Lewis           | 5,65 m | Björn Otto             | 5,60 m | Danny Ecker       | 5,60 m |
| 8.     | 2010 | Alexandr Gripič        | 5,70 m | Giuseppe Gibilisco     | 5,60 m | Björn Otto        | 5,60 m |
| 9.     | 2011 | Renaud Lavillenie      | 5,85 m | Björn Otto             | 5,50 m | Denis Goossens    | 5,50 m |
| 10.    | 2012 | Konstadinos Filippidis | 5,72 m | Raphael Holzdeppe      | 5,66 m | Karsten Dilla     | 5,60 m |
| 11.    | 2013 | Björn Otto             | 5,90 m | Hendrik Gruber         | 5,65 m | Tobias Scherbarth | 5,60 m |
| 12.    | 2014 | Björn Otto             | 5,60 m | Konstadinos Filippidis | 5,50 m | Alhaji Jeng       | 5,50 m |

### Skok do výšky (Ženy)
| Ročník | Rok  | 1. místo            | Výkon  | 2. místo                               | Výkon  | 3. místo                                              | Výkon  |
| ------ | ---- | ------------------- | ------ | -------------------------------------- | ------ | ----------------------------------------------------- | ------ |
| 1.     | 2003 | Taťána Efimenková   | 1,91 m | Iva Straková                           | 1,88 m | Zuzana Hlavoňová                                      | 1,88 m |
| 2.     | 2004 | Anna Ksoková        | 1,91 m | Zuzana Hlavoňová                       | 1,91 m | Corinne Müllerová                                     | 1,88 m |
| 3.     | 2005 | Viktorija Sťopinová | 1,95 m | Anna Ksoková                           | 1,88 m | Corinne Müllerová Daniela Rathová Irina Michalčenková | 1,84 m |
| 4.     | 2006 | Viktorija Sťopinová | 1,97 m | Taťána Efimenková                      | 1,94 m | Barbora Laláková                                      | 1,94 m |
| 5.     | 2007 | Ruth Beitiaová      | 1,96 m | Viktoria Kljuginová                    | 1,92 m | Nicole Forresterová                                   | 1,92 m |
| 6.     | 2008 | Marina Aitovová     | 1,96 m | Viktorija Sťopinová                    | 1,92 m | Barbora Laláková Nicole Forresterová                  | 1,88 m |
| 7.     | 2009 | Irina Gordějevová   | 2,01 m | Meike Krögerová                        | 1,92 m | Julia Hartmannová Deirdre Ryanová                     | 1,88 m |
| 8.     | 2010 | Marina Aitovová     | 1,94 m | Irina Gordějevová                      | 1,94 m | Meike Krögerová                                       | 1,92 m |
| 9.     | 2011 | Světlana Školinová  | 1,96 m | Ruth Beitiaová                         | 1,94 m | Marina Aitovová Julia Hartmannová                     | 1,84 m |
| 10.    | 2012 | Světlana Školinová  | 1,96 m | Irina Gordějevová                      | 1,96 m | Esthera Petreová                                      | 1,93 m |
| 11.    | 2013 | Irina Gordějevová   | 1,90 m | Nadija Dusanovová Hanne van Hesscheová | 1,84 m | -                                                     | -      |
| 12.    | 2014 | Ruth Beitiaová      | 1,98 m | Marie-Laurence Jungfleisch             | 1,96 m | Kamila Stepaniuková                                   | 1,96 m |